# 沙丁魚風暴

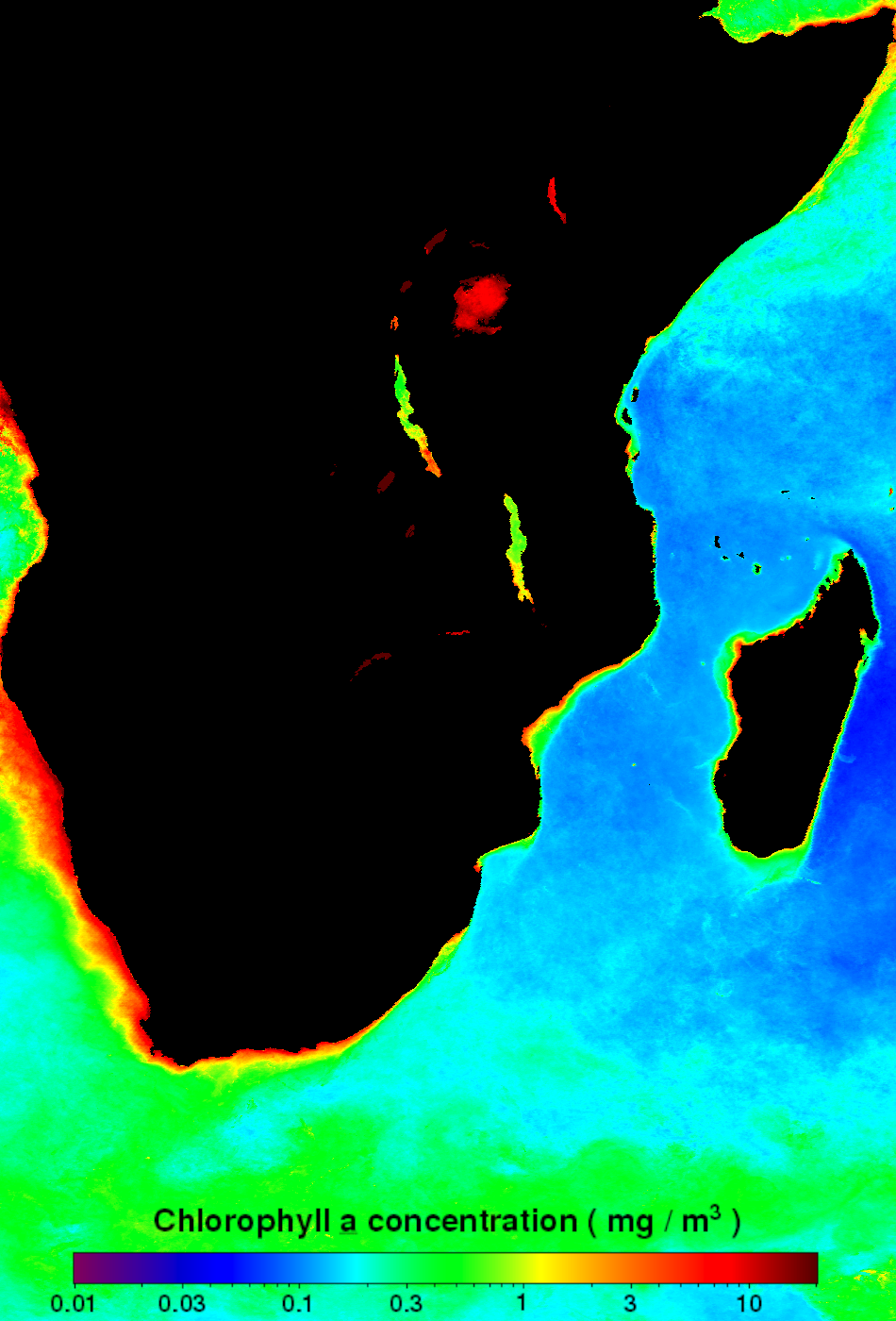
NASA所製作的阿古拉斯洋流地圖，顯示2009年期間的初级生产程度。此為測量可供給多少食物給處於產卵期之沙丁魚的方式。

沙丁魚風暴（英語：sardine run）為5月至7月期間，發生於非洲南部之生物現象，當數十億沙丁魚 - 或 更具體來說應是南非沙丁魚或遠東擬沙丁魚 - 因在南非厄加勒斯淺灘（Agulhas Bank）附近產生的涼水，並沿南非東海岸向北移動。他們數量造成了狂潮。包含數百萬個沙丁魚的運行發生在當前的冷水從厄加勒斯淺灘向北流向莫桑比克，然後離開海岸線再往東進入印度洋。
就生物量而言，研究人員估計沙丁魚的運行可與東非的大角馬遷徙相媲美。但是，對這個現象知之甚少。據信水溫必須下降到21°C以下才能進行遷移。 2003年，沙丁魚23年來第三次不能“跑”。雖然2005年的表現不錯，但2006年的表現仍然不佳。
路程可達7公里長，寬1.5公里，深30米，觀察者可從飛機或地表上清晰見到。
沙丁魚受到威脅時會聚在一起。這種本能的行為是一種防禦機制，因為孤獨的個體比大群體更可能被吃掉。

## 沙丁魚風暴之成因

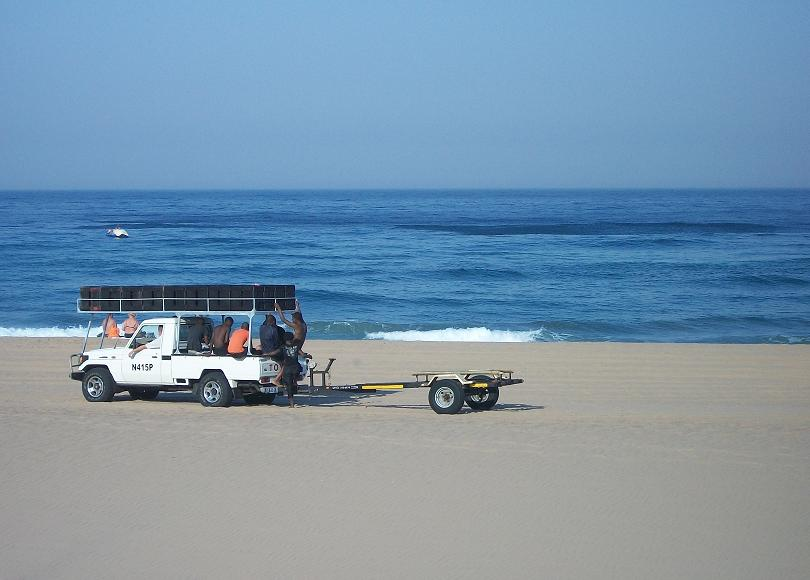
Netting a shoal of sardines (dark patch in the water)

從生態學的角度來看，沙丁魚的運行仍然不甚了解。有各種各樣的假設，有時是相互矛盾的，試圖解釋為什麼和如何運行。
最近對沙丁魚原因的解釋是，沙丁魚的運行最有可能是一個基因不同的沙丁魚亞種群的季節性繁殖遷移，這個沙丁魚群島從東部的加勒比海岸移到誇祖魯 - 納塔爾省的海岸，大部分年份如果不是每年。
由於沙丁魚偏好冷水，偏遠地區的遷徙只限於沿岸水域，而遷徙的方向則與遷徙的方向相反，強大而溫暖的海流Agulhas潮流在大陸架上最為強勁。一個更涼爽的沿海水域和納塔爾脈沖和蛻變漩渦的發生使沙丁魚灘成為可能，克服了棲息地的限制。在大陸架最窄處，這些促成因素的重要性最大。
在誇祖魯 - 納塔爾海岸出現的雞蛋表明，沙丁魚在那裡停留了幾個月，而在冬末到春季，它們的返回遷移幾乎總是不明顯，因為它可能發生在水比地表低的地方。
有些年份似乎沒有沙丁魚的運行。這可能是因為沿海觀測者沒有發現，因為它實際上不是由於高水溫和/或其他水文障礙而發生的，或者是由於異常情況而可能在更遠的海域發生並可能更深。

## 海洋學之影響
沙丁魚喜歡14至20°C的水溫。 每年南方的冬季，沿南非東南海岸的近岸海溫都下降到這個範圍內。 沿著誇祖魯 - 納塔爾海岸，可能會發現沙丁魚的水溫超過20°C。 據推測，溫度以外的因素可能會影響沙丁魚沿誇祖魯 - 納塔爾海岸線的運動，其中一個因素可能是捕食壓力。

### 誇祖魯-納塔爾海岸之海洋學區域
誇祖魯 - 納塔爾海岸包括不同的海洋地區，每個海洋地區都受到不同的環境影響。
誇祖魯 - 納塔爾中南部沿海的大陸架水域由向西南流動的溫暖的阿古拉斯潮流控制。這種水的平均冬季溫度為23°C，沿海5公里內目前的速度通常超過1米/秒。
阿古拉斯之流遵循一條非常不變的道路。大部分時間裡，主流只是在大陸架斷裂的近海處，這表明沙漠沿岸的沙丁魚條件通常不適合。
當地風對電流似乎沒有太大的影響。
沙丁魚沿岸向北移動靠近岸邊，但不知道這是由於環境條件還是生物條件造成的。
有一個持續的旋風環流被稱為德班渦，其中溫暖的Agulhas當前水流到架子上，由此產生的近岸電流方向是從南到北。這部分海岸可以被認為是從大陸架的風力控制部分到北部的過渡，到南部的Agulhas潮流控制部分。
大陸架的北海岸段比南海岸（大約15公里）寬得多（> 40公里）。這導致Agulhas潮流向近海流動，架上的現有條件更加多變。風似乎是該地區的主要影響力。大約18個小時的時候，東北風或西南風在相似方向的潮汐之前。海水溫度往往比南海岸低，營養物質含量高。
北海岸似乎是沙丁魚更合適的棲息地，但它不知道它在多大程度上使用沙丁魚。
這些不同的地區可能會影響沙丁魚的分佈和運動。

### 海洋變量和沙丁魚的存在
- 已經發現一些海洋學變量可用於描述影響沙丁魚存在的條件。 水溫具有相反的且非常顯著的影響。這與沙丁魚的首選溫度範圍是一致的。  海流有顯著的影響，平靜的當前條件最有利於沙丁魚的存在和從北到南的中等速度最有害。由於運行過程中的沙丁魚運動向北，預計會出現這種逆流效應。  與沙丁魚存在相關的其他條件是：  增加的大氣壓力：在誇祖魯 - 納塔爾沿岸的冷鋒之間的時期，沙丁魚的存在似乎更高。這些時期有平靜的大氣條件和緩慢的近岸水流。  與冷鋒相關的大膨脹和低水清晰度對沙丁魚的存在具有負面影響。  風向，風速，氣流方向，氣溫和降雨量都會顯著影響海面溫度，從而影響沙丁魚的存在。 *當前和風向影響占主導地位，東北風和南北電流導致海面溫度降低。  東北風導致地表水層離岸（Ekman轉向），使冷水到達地表，而西南風將溫暖的Agulhas當前地表水推向岸邊，導致近岸溫度升高，這將對沙丁魚的存在有負面影響。  增加最高氣溫，東南風（陸上），風速超過6米/秒，降雨量都會導致海面溫度升高。  強的東南風和降雨與鋒面系統的通過有關，這將推動溫暖的地表水向上，導致海面溫度升高。  頻繁的西北風微地西風：當西北風的風最強時，它們對海面溫度有降溫作用。在混合最有效的衝浪區附近，這種冷卻應該是最大的。在清晨，沙丁魚經常被視為近在咫尺，暗示它們可能被那裡發現的較涼爽的天氣所吸引。

#### 總結：沙丁魚存在的海洋學預測
有利：
降低海面溫度
安靜的當前條件
北西風輕微的微風
穩定的大氣條件。
不利：
海面溫度升高
南北方向電流適中
大的膨脹
渾濁的水
東北西風和南北風對近岸海面溫度有降溫作用，但東南風和氣溫升高導致近岸海面溫度升高。

## 捕食者
海豚（估計數量高達18,000，主要是海豚屬（Delphinus capensis））主要負責將沙丁魚驅趕成為誘餌球。 這些誘餌球的直徑可以達到10-20米，可以延伸到10米的深度。 餌球壽命短，很少持續10分鐘以上。 一旦沙丁魚聚集成球狀，鯊魚（主要是短尾真鯊）和鳥類（如角灣），布賴德的鯨魚利用這個機會。 其他鯨類，無論是否加入，都可能出現在座頭鯨，南露脊鯨，小鬚鯨等附近。

### 掠食者作為沙丁魚存在的預測指標
Cape gannet是沿著東開普省和誇祖魯 - 納塔爾海岸線與沙丁魚緊密相連的捕食物種，是沙丁魚游泳活動最有用的指標。
鯊魚和大型game魚的存在也與沙丁魚的存在密切相關，但由於它們不容易從表面觀察到，所以它們不是沙丁魚存在的預測物。
冬季東海岸常見海豚的存在與沙丁魚的存在顯著相關，普通海豚可被認為是預測沙丁魚存在的第三大有用物種。
寬吻海豚屬的常住人口似乎並不與沙丁魚的運行有關，而外來務工人員則是。 這可以解釋為什麼寬吻海豚不太可能預測沙丁魚的存在。

### 捕食者的記錄
2005年的記錄：2005年6月和7月，鳥類和哺乳動物的食肉動物包括布氏鯨（Bryde's whale），黑腳企鵝（Cape Penguin），鸕鶿角（Cape phamcorax capensis）等。 高峰沙丁魚運行活動發生在沿東海岸延伸的一條冷水（<21°C）北部海岸的4公里範圍內。 在這個階段的主要食肉動物是常見的海豚（海豚capensis）和海角gannets（桑屬capensis）。

## 經濟上的重要性

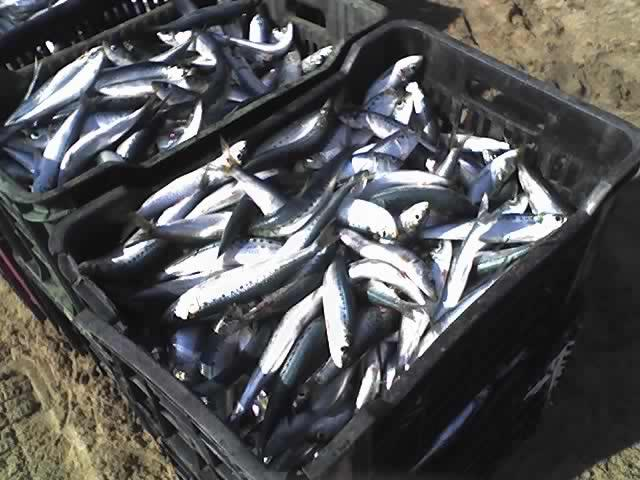
Sardines caught off Amanzimtoti, South Africa

### 觀光
沙丁魚最近的興趣對當地經濟產生了重大影響。國際和國內潛水員參加當地旅遊經營者沙丁魚潛水探險。這樣的考察活動來自東開普省的城鎮，包括倫敦東部，聖約翰港和伊麗莎白港。這個運行對旅遊業來說變得非常重要，被認為是冬季假期期間誇祖魯 - 納塔爾省的主要景點之一。本地和國際遊客都被這個景觀所吸引，並有機會參與潛水包船和基於小船的捕食觀光遊等活動。誇祖魯 - 納塔爾鯊魚委員會和東海岸廣播電台提供了一個“沙丁魚熱線”，提供沙丁魚灘的位置和移動信息。信息也提供在互聯網上。
沙丁魚運動協會（www.thesardinerunassociation.org）的成立，為旅遊經營者，遊客，非政府組織，科學家，地方和國家政府之間的聯繫提供了連接。

### 釣魚
沙丁魚運行也支持一個小型的季節性海灘圍網漁業。

## 歷史
已知的最古老的記錄是1853年8月4日在“納塔爾水星報”（Natal Mercury）的一篇報導。最近，這個運行一直是自然歷史紀錄片（例如BBC的自然大事件）和印刷流行媒體（例如國家地理）

### 2011年之風暴
2011年6月20日，Hibberdene試點試點在聖約翰斯港附近被發現。在Mfazazana和Margate之間看到了一小群沙丁魚。大約25箱沙丁魚從Hibberdene的第一個網被拉出。另有33箱沙丁魚被網捕，每箱R700或每打沙丁魚R30出售。這58個箱子是“幾分鐘之內”出售的。還嘗試在香蕉海灘淨沙丁魚。馬蓋特附近約有500海豚屬和無數鯊魚。 Umgababa和Port Edward之間的防鯊網已被移除。
沙丁魚於二零一一年六月二十一日在Park Rynie被捕。一些大型魚網包括200-300籃沙丁魚。 R600每個籃子都有賣。狂野海岸上的格羅夫納港上有一大群沙丁魚捕食者。在Brazen Head和Umtata河北部之間，大約6公里的連續線上有成千上萬的Cape gannets和海豚。有人猜測，今年的沙灘是“巨大的”，會產生“豐收”。德班以南的鯊魚網已被移除。預計首批灘塗將於2011年6月23日抵達阿曼齊姆托蒂（Amanzimtoti）。主要淺灘仍在聖約翰港附近。
2011年6月22日，在Umgababa海灘捕獲了幾個“籃子”，下午在華納海灘捕獲了一小撮籃子。在Isipingo，沙丁魚也被捕獲了14個籃子。因此，沙丁魚比預測早一天到達了阿曼齊姆托蒂地區。
2011年6月23日，由冷鋒強風引起的海浪（海浪高達4.7米）將沙丁魚從岸邊沖走，沙丁魚遠離海面。由於岸上沙丁魚的粗糙水面和遠處的距離，使魚不可能被網捕。在與沙丁魚相關的德班地區沒有看到海豚或鳥類的活動。主要淺灘仍被懷疑在東開普省的海岸線外，2011年6月22日和23日在聖約翰港附近仍有一些沙丁魚的報導。
德班的海灘是2011年6月27日大多數淨額結算活動的場景。沙丁魚的“數百個籃子”被拖到13個網的海灘上。每個籃子的價格早上是R350，但下午晚些時候價格已經下降到每籃子R120。每個網都裝有三百多個沙丁魚籃子，一個籃子裡裝著五百個籃子。沙丁魚也在烏蘭加，謝普斯敦港，馬蓋特，Umgababa和愛德華港被捕。海角灣和其他海鳥看到“從相當高的高度”，以捕捉沙丁魚，尤其是在南海岸。大部分的沙丁魚沿著德班的海灘被網捕，因為這是最平靜的海域。沿誇祖魯 - 納塔爾海岸線膨脹約2.5米。鯊魚網已經從鹽岩搬到愛德華港，並要求泳客在進入水域之前與救生員協商。與此同時，一隻小海豚在斯科特堡的沙灘上沖了過來，在它的“鰭狀肢”（在背鰭和尾巴之間的一個縫隙處）背後隱藏著一道刺骨，露出了脊椎。 “週齡”的海豚被帶到附近的一個划船池，但當局後來安樂死，由於受傷的嚴重程度。有人猜測海豚是被鯊魚或船上的螺旋槳弄傷的，可能與沙丁魚的運行有關。
在2011年6月28日，膨脹量下降到1-1.5米，使沙丁魚網更多。沙丁魚在Amanzimtoti被捕;在主要的海灘和鏈石。一名名叫Paulo Edward Stanchi的22歲美國海洋生物學學生（研究潛水員）在Aliwal Shoal海洋保護區潛水時被一個巨大的灰色真鯊襲擊。一群潛水員遇到了一袋沙丁魚，一隻3米長的暗沉的鯊魚在他的左腿和手上咬了Stanchi先生。斯坦基設法從鯊魚身上解脫出來，在潛水船上接受治療，然後被運送到洛基灣，在那裡醫務人員穩定了他。然後他被空運到Nkosi Albert Luthuli醫院接受手術。沙啞的鯊魚一般在海上生活，但在沙丁魚運行期間靠近岸邊。一年一度的沙丁魚運行使得Aliwal淺灘MPA比平常更加昏暗的鯊魚，但沒有理由讓他們對平常的潛水員表現出更多的興趣。斯坦奇先生穿著帶有黑色和灰色條紋的鰭片，這可能看起來像鯊魚的小魚群。與此同時，一名四十多歲的女子在沙丁魚被網捕時，在Amanzimtoti的狂亂中摔斷了腿。據信，當她“走錯了路”並斷裂她的腿時，該女子正在試圖得到一些沙丁魚。醫護人員在將她送往醫院之前使她穩定下來。
2011年7月5日是沙丁魚游的“安靜的一天”。被看到在附近的Karridene潛水“大量的鳥”。下午早些時候在Umgababa採集了50箱沙丁魚，而在Karridene的沙丁魚網則裝有一些Garrick。更多Garrick在Karridene被漁民抓住了，但總的來說，其他魚類活動很少。據報導，東開普咖啡灣（沙漠）外的沙丁魚是“大沙灘”。
2011年7月15日，在彭寧頓，有100個籃子被捕。沙丁魚在海上的運動很難預測。
2011年7月20日早晨，在彭寧頓，有300籃沙丁魚被捕。在巴利托附近有很多的g魚，而在里尼和Mtwalume之間有很多魚。
7月底，南非遭受強冷空氣襲擊，導致全國大部分地區的地表溫度降至10°C以下。在中部地區包括諾丁漢路，莫伊河和紐卡斯爾（南非）在內的高窪地區經歷了大雪紛飛，Van Reenen的通行證被下了雪。冷鋒在誇祖魯 - 納塔爾海岸引起了高達4米的膨脹和一個25至30結海風浪條件。 2011年7月26日，一艘名為“鳳凰號”的船舶由於條件惡劣，於2011年7月26日在巴利託的鹽岩（Salt Rock）擱淺。這個冷戰可能已經結束了2011年的沙丁魚運行。

## 外部連結
- Online Sardine Run Information - Online resource of latest news and research on the Sardine Run
- 沙丁魚運行覆蓋 Photos, News and Information on the Sardine Run
- 沙丁魚運行- The Greatest Shoal on Earth.
- 沙丁魚運行 （页面存档备份，存于） – Official Sardine Festival website managed by South Coast Tourism
- 沙丁魚運行 - 偉大的水下遷移 （页面存档备份，存于）, About.com. Retrieved 1 June 2009.